# بيدرو بيريز (لاعب القفز الثلاثي)
بيدرو بيريز هو لاعب القفز الثلاثي كوبي، ولد في 23 فبراير 1952 في بينار ديل ريو في كوبا، وتوفي في 18 يوليو 2018 في هافانا في كوبا.

## وصلات خارجية
- بيدرو بيريز على موقع الاتحاد الدولي لألعاب القوى (الإنجليزية)
- بيدرو بيريز على موقع اللجنة الأولمبية الدولية (الإنجليزية)
- بيدرو بيريز على موقع أوليمبيديا (الإنجليزية)